# Dschan-Bulak (Landgemeinde)
Dschan-Bulak (kirgisisch Жан-Булак айыл аймагы) ist eine Landgemeinde (ajyl aimagy) im Rajon Naryn des Gebiets Naryn in Kirgisistan. Einziger Bestandteil und Verwaltungssitz ist das Dorf Dschan-Bulak (kirgisisch Жан-Булак). Im Jahr 2009 hatte die Landgemeinde 2148 Einwohner. Bis 2021 wuchs die Einwohnerzahl auf 2572.
Das Gebiet der Landgemeinde liegt am Fluss Naryn westlich der Stadt Naryn.